# Vitali Yershov
Vitali Mijáilovich Yershov –en ruso, Виталий Михайлович Ершов– (4 de noviembre de 1992) es un deportista ruso que compite en piragüismo en la modalidad de aguas tranquilas.
En los Juegos Europeos de Minsk 2019 obtuvo una medalla de oro en la prueba de K4 500 m. Ganó dos medallas de bronce en el Campeonato Europeo de Piragüismo de 2021, en las pruebas de K4 500 m y K4 1000 m.

## Palmarés internacional
| Juegos Europeos    | Juegos Europeos     | Juegos Europeos   | Juegos Europeos |
| Año                | Lugar               | Medalla           | Competición     |
| ------------------ | ------------------- | ----------------- | --------------- |
| 2019               | Minsk (Bielorrusia) | Medalla de oro    | K4 500 m        |
| Campeonato Europeo |                     |                   |                 |
| Año                | Lugar               | Medalla           | Competición     |
| 2021               | Poznań (Polonia)    | Medalla de bronce | K4 500 m        |
| 2021               | Poznań (Polonia)    | Medalla de bronce | K4 1000 m       |